# Черешнянка
Черешнянка — молочно-ягодный мусс, характерный для украинской кухни. В русской кухне приобрела вид киселя. Постепенно рецепт утратил свою актуальность. Другое название — холодец из черешни. 
Название происходит от основного ингредиента — черешни. Употреблялась в летнее время. В России черешнянка была частью поминального обеда.

## Приготовление
Сначала черешню следует промыть и удалить косточки. Затем отварить в воде с сахаром, вода должна едва прикрывать ягоды. Добавить мёд, ванилин и лимонную цедру. В отдельной посуде развести муку в холодном молоке. Получившуюся смесь влить тонкой струйкой в кипящий черешневый отвар. Хорошо перемешать и довести до кипения на маленьком огне, постоянно помешивая. Готовая черешнянка должна быть по консистенции, как не очень густая сметана. Ещё горячей смесь разлить в креманки, украсить свежей черешней, мятой и лимоном. Можно по желанию посыпать корицей. Употребляют черешнянку в горячем виде со сметаной, а также со свежей выпечкой. Но и холодный десерт вкусен.
По более быстрому варианту, черешню (удалив косточки и промыв) необходимо протереть через сито и отварить. Растереть муку со сметаной и заправить черешнянку. Добавить сахар или мёд по вкусу.